# Julius Agricola
Gnaeus Iulius Agricola (13. června 40 – 23. srpna 93) byl římským vojevůdcem, který pro Řím získal velkou část Británie. Jeho zetěm byl slavný římský dějepisec Tacitus, jenž sepsal jeho životopis Život Iulia Agricoly.

## Rodina
Agricola se narodil v Zaalpské Galii v kolonii Forum Julii. Pocházel ze staré jezdecké rodiny. Jeho dědové působili jako císařští prokurátoři. Agricolův otec Julius Graecinus působil v Římě jako řečník a právník a byl povýšen do senátorského stavu. Za vlády Gaia Caesara byl však donucen zemřít, protože odmítl na císařův rozkaz vést obžalobu proti Marcu Juniu Silanovi.
Jeho matka Julia Procilla jej pak vychovávala v Massilii, kde se mu dostalo širokého vzdělání; již v mládí projevoval, podobně jako jeho otec, zájem o filosofii.

## Počátky kariéry
Svou kariéru započal v roce 60 v Británii, kde působil ve vojsku Suetonia Paulina jako vojenský tribun. Po dvou letech odešel do Říma a pojal tam za manželku Domitii Decidianu. Měli spolu dvě děti, syna a dceru, syn však ještě v dětství zemřel. V roce 64 byl poslán jako kvestor do provincie Asie, kterou tehdy spravoval úplatný prokonzul Salvius Titianus. Za Neronovy vlády byl jmenován tribunem lidu a v roce 69 jej císař Galba jmenoval prétorem bez soudních pravomocí a pověřil jej inventarizací chrámových darů.
Zvraty v rušném „roce čtyř císařů“ se dotkly i Agricoly. Námořníci z Othonova loďstva při nájezdech na pobřeží vyplenili Agricolův rodinný statek a při drancování zabili jeho matku. Jakmile se doslechl, že byl na východě provolán císařem Vespasianus, přidal se okamžitě na jeho stranu.
Jeho schopností si všiml Vespasiánův velitel Lucius Mucianus a v roce 71 mu svěřil velení nad vzpurnou legii Legio XX Valeria Victrix, umístěnou v Británii. Agricola se dostal do Británie, když ji spravoval bývalý konzul Quintus Petillius Cerialis. Postupně si v bojích s místními kmeny vydobyl uznání a v roce 73 jej císař Vespasianus přibral mezi patricie a jmenoval správcem Aquitánie. Povinnosti správce vykonával se svědomitostí sobě vlastní a zasloužená odměna na sebe nenechala dlouho čekat. V roce 77 byl jmenován konzulem, a nadto mu byla udělena hodnost pontifika a v úřadu správce Británie vystřídal Iulia Frontina.

## Argicola správcem Británie
Krátce před Agricolovým nástupem do úřadu rozdrtil britský kmen Ordoviků oddíl římské jízdy, takže prvním jeho úkolem bylo tuto porážku odčinit, což se mu podařilo, když Ordoviky téměř vyhladil. Dalším jeho krokem bylo obsazení ostrova Mony (dnešní Anglesey). Tacitus popisuje, jak nechal své vojáky na ostrov přeplavat, čímž ohromil místní obyvatele natolik (neboť čekali invazi loďstva), že se okamžitě vzdali.
Jako správce provincie si počínal umírněně a snažil se napravovat zlořády, kterých se dopouštěli předchozí správci. Tacitus nám říká, že: „Veřejné záležitosti nikdy nevyřizoval prostřednictvím propuštěnců nebo otroků, centuriony a vojáky nepřijímal do služby podle osobních sympatií ani na doporučení nebo prosby jiných, nýbrž nejlepší lidi považoval za nejschopnější. Všechno věděl, ale všechno netrestal; malé přestupky odpouštěl, velké přísně trestal. Netrestal však pokaždé, nýbrž se častěji spokojoval s lítostí.“ (Tacitus - Život Julia Agricoly, 19)
Rozsáhlou výstavbou se snažil romanizovat místní obyvatelstvo a omezit tak jeho bojovnost.
Ve třetím roce vyrazil s vojskem na sever a posunul hranici římského území až k zátoce Tanaus (neznámé polohy). Následujícího roku pronikl ještě více na sever k zátokám Clota (dnešní Firth of Clyde) a Bodotria (dnešní Firth of Forth) a na celém nově získaném území upevňoval římskou vojenskou moc zakládáním pevností.
V roce 82 se kmeny žijící severně od zálivu Bodotrie začaly připravovat na rozsáhlé ozbrojené povstání proti římské moci. Podařilo se jim zničit jednu z římských pevností a oblehnout legii Legio IX Hispana v jejím táboře Eboracum, avšak Agricola pohotově vyslal na pomoc jízdu, s jejíž pomocí se podařilo hrozící nebezpečí odvrátit a barbary zahnat.
Ve všem se však Agricolovi tak jako ve válce nedařilo. Následujícího roku jej totiž postihla těžká ztráta, když mu zemřel jeho roční syn. Útěchu se snažil najít v bojích s Britony. Z jara roku 84 zahájil mohutnou ofenzívu proti kmenům, se kterými sváděl předešlého roku úspěšné boje. K rozhodujícímu střetnutí došlo v bitvě pod horou Mons Graupius. Proti Agricolovi se tam postavilo asi třicetitisícové vojsko Britonů v čele s Calgacem. Ačkoliv jej nepřátelé převyšovali počtem, dokázal jim vnutit boj z blízka, který jim nevyhovoval, a na hlavu je porazit. Tacitus uvádí, že na straně Britonů bylo asi 10 000 mrtvých, kdežto Římanů padlo jen 360. Zbytek barbarů se rozprchl do neprostupných kaledonských hvozdů. Po vítězství Agricola ještě vpadl na území Borestů a přijal od nich rukojmí, načež se stáhl přezimovat na jih.

### Obeplutí Británie
Tacitus uvádí, že v roce 82 došlo v Argicolově vojsku ke vzpouře kohorty germánských Usipů. Tito Germáni prý zabili svého centuriona a zmocnili se tří lodí i s posádkami, s nimiž se plavili podél britského pobřeží. Časem je však začal sužovat takový nedostatek potravy, že se začali pojídat navzájem. Po útrapách se jim nakonec podařilo nevědomky obeplout celou Británii a byli zajati germánskými Sueby a Frísy a prodáni do otroctví.
O tři roky později sám Agricola po vítězství nad barbary přikázal veliteli loďstva, aby obeplulo Británii, čímž podle Tacita jako první potvrdil, že Británie je ostrov. Skutečně prvním však byl nejspíš řecký zeměpisec Pýtheás někdy kolem roku 325 př. n. l.

## Návrat z Británie a Agricolova smrt
Císař Domitianus prý těžce nesl Agricolovy válečné úspěchy, přesto mu dal v senátu schválit triumfální odznaky a sochu. V roce 85 jej odvolal z úřadu správce Británie. Jeho další provincií se měla stát buď provincie Afrika, nebo Asie, on se jí však (podle Tacita na Domitianův nátlak) zřekl. Roku 93 pak zemřel.